# Paul Moller
Paul S. Moller (Canada, 11 dicembre 1936) è un ingegnere canadese che ha passato gli ultimi quarant'anni allo sviluppo della "Moller Skycar" a decollo e atterraggio verticale (VTOL vertical takeoff and landing), dunque tra i primi sperimentatori della "macchina volante".
La tecnologia del motore sviluppato per la Skycar è stato anche adattato come una piattaforma per aeromobili a pilotaggio remoto.

## Biografia
Comincia a lavorare nel 1964 ai veicoli a decollo verticale.
Dal 1963 al 1975 è docente universitario presso la Università della California di Davis. Attualmente è professore emerito.
Nel 1972 Paul fondò la Moller Industries Supertrapp. Nel 1983 la Moller comincia a produrre a Davis (California) i primi prototipi, che vengono commercializzati a partire dal 1988 dopo l'invenzione da parte di Moller di un motore silenzioso, il "Moller Supertrapp", al fine di finanziare lo sviluppo del suo Skycar.
Nel 2003, viene citato in giudizio per frode civile in connessione alla vendita di merci non registrate, e di rendere dichiarazioni infondate circa la prestazione della Skycar. Moller risolta questa azione legale accetta di pagare una multa di 50.000$.
Nel 2007 ha annunciato il Moller M200G Volantor, successore del Moller Skycar, che avrebbe dovuto essere immesso sul mercato negli Stati Uniti all'inizio del 2008, ma entrambe non sono ancora state certificate.